# Phrygionis restituta
Phrygionis restituta là một loài bướm đêm trong họ Geometridae.